# Automolis haematica
Automolis haematica är en fjärilsart som beskrevs av Holland 1893. Automolis haematica ingår i släktet Automolis och familjen björnspinnare. Inga underarter finns listade i Catalogue of Life.